# Винвайлер
Винвайлер (нем. Winnweiler) — община в Германии, в земле Рейнланд-Пфальц.
Входит в состав района Доннерсберг. Подчиняется управлению Винвайлер. Население составляет 4606 человек (на 31 декабря 2010 года). Занимает площадь 21,80 км².
Город подразделяется на три городских района.